# Mar das Hébridas

Localização do mar das Hébridas

O mar das Hébridas, (em gaélico escocês:  An Cuan Barrach) é um mar epicontinental do oceano Atlântico situado na costa oeste da Escócia (Reino Unido) entre o sul do arquipélago das Hébridas Exteriores e o norte do arquipélago das Hébridas Interiores.
O mar das Hébridas comunica directamente com o oceano Atlântico a sul. Indiretamente fá-lo, a oeste, através dos diferentes estreitos entre as diversas ilhas das Hébridas Exteriores; e, a norte, através do estreito chamado O Pequeno Minch que comunica com o mar chamado O Minch, outro mar epicontinental do Atlântico. No mar das Hébridas situam-se grande parte das ilhas do arquipélago das Hébridas.

## Ver também

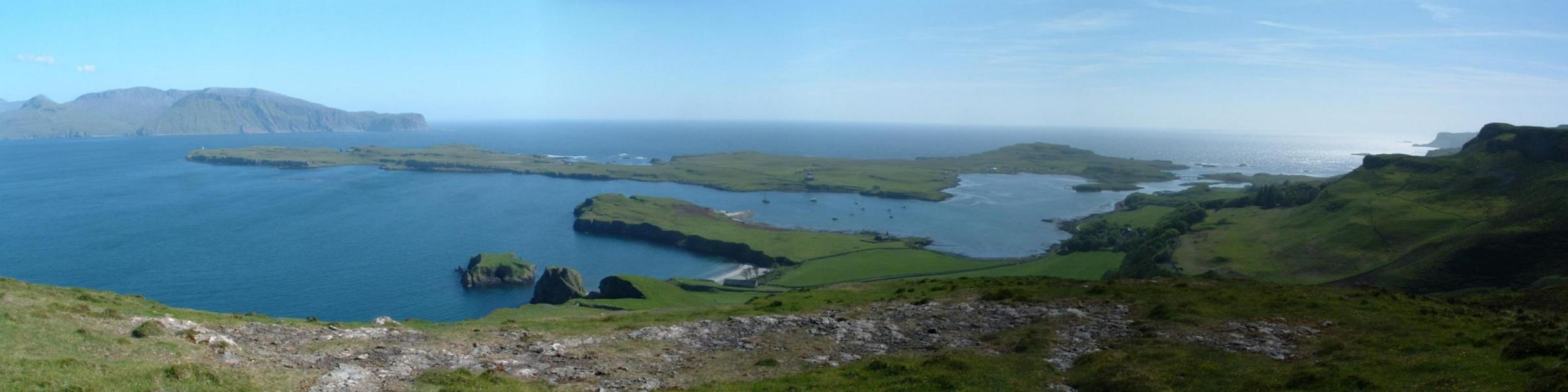
Sanday desde a colina de Boussole em Canna. Ao fundo, Rùm. Todas estas ilhas são banhadas pelo mar das Hébridas.